# Квaдратура лунуле
Квaдратура лунуле представља површину фигуре која подсећа на месец (у фази младог месеца), а добија се конструисањем полукругова над катетом и хипотенузом једнакокрако-правоуглог троугла и одузимањем површина одговарајућих одсечака.

## ПоследицаПитагоринетеореме
Нека су a и b катете и c хипотенуза правоуглог троугла ABC. Тада важи релација . Одатле следи да је  , па је површина круга којем је пречник хипотенуза правоуглог троугла, једнака збиру површина двају кругова којима су пречници катете тог троугла. Тада важи да је површина полукруга над хипотенузом једнака збиру површина полукругова над катетама.
Још је у 5. веку пре нове ере захваљујући овом тврђењу, Хипократ са Хиоса успео да докаже да „криволинијски лик” може бити једнак „праволинијском”. Овај пример уливао је наду да ће једног дана бити решен и проблем квадратуре круга тј. да ће само конструкцијама правих и кругова бити конструисан квадрат једнак по површини задатом кругу.

## Доказ квадратуре лунуле
О Хипократовом открићу „квадратуре лунуле” или мениска сведоче списи Александра из Афродизије јер је Хипократов текст изгубљен. Претпоставимо да је BC пречник круга којем је O средиште, BA и CA ивице квадрата који је уписан у тај круг. Над ивицом AB као над пречником описан је полукруг BNA. Повежимо тачке A и O.
Пошто је , а кругови (па стога и полукругови) један према другоме односе се као квадрати над њиховим пречницима,
биће (полукруг )=2(полукруг BNA), 
али (полукруг )=2(квадрант BOA),
па је (полукруг )=(квадрант BOA).
Ако сада одузмемо заједнички део, добићемо да је (лунула BNA)=∆,
па је тако добијена квадратура лунуле.